# Fritz Koenecke

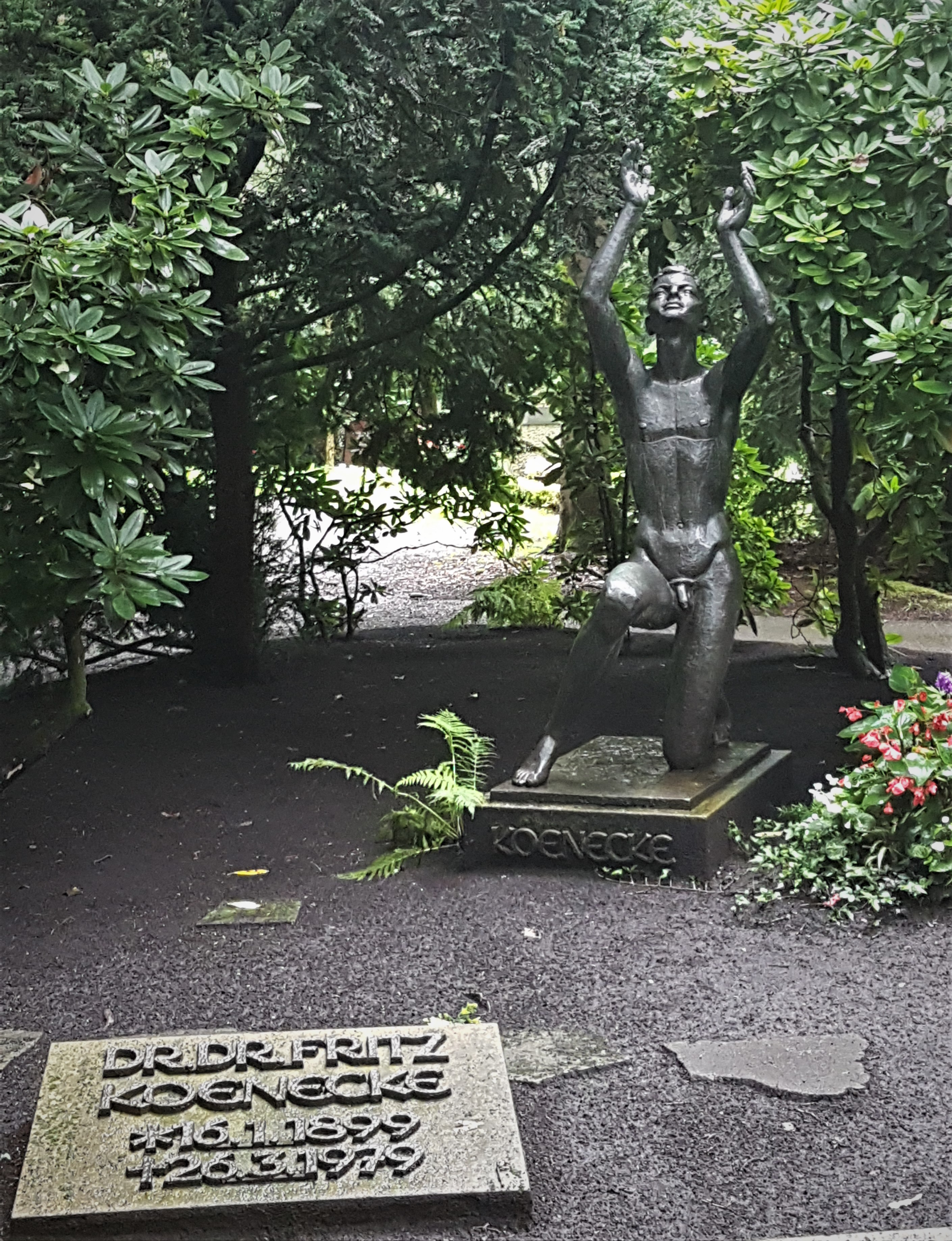
Grabstätte auf dem Stuttgarter Waldfriedhof

Fritz Koenecke (* 16. Januar 1899 in Linden; † 26. März 1979 in Stuttgart) war ein deutscher Manager. Er war 1942 bis 1945 Vorstand der Continental-Gummi-Werke. 1952 bis 1953 war er zudem erst Mitglied und anschließend bis 1960 Vorsitzender des Vorstandes der Daimler-Benz AG in Stuttgart.

## Leben
Fritz Koenecke war Sohn eines Volksschullehrers in Hannover-Linden. Er besuchte in Hannover das Realgymnasium und machte nach dem Abitur eine kaufmännische Lehre bei den Continental Gummi-Werken. Es folgte das Studium und im Jahr 1922 die Promotion an der Universität Hamburg mit dem Thema „Die Konzentrationstendenz der Montanindustrie Deutschlands in der Nachkriegszeit; ihr Wesen, gegenwärt. Stand, Ursachen und Auswirkungen“. Während seines Studiums wurde er Mitglied des „Studenten-Gesangvereins der Georgia Augusta“ (heute StMV Blaue Sänger Göttingen). Nach seinem Studium begann seine Karriere als Kaufmann bei Continental, 1928 war er Prokurist, 1934 ordentliches Vorstandsmitglied, 1938 Betriebsführer bei Continental und 1940 Generaldirektor. 1941 wurde er zum Wehrwirtschaftsführer ernannt und war Vorsitzender eines Rüstungsausschusses.
1942 wurde Conti unter dem Vorstand von Koenecke von dem NS-Staat als Musterbetrieb ausgezeichnet. Koenecke versuchte sich subtil gegen Pläne bzw. Wünsche des Regimes zu wehren, dem Konkurrenten Semperit nach dem „Anschluss“ Österreichs mit Know-how zu helfen.
1945 wurde Koenecke bei Continental durch den von den Alliierten eingesetzten neuen Firmenchef Pinkenburg, der später wegen Betrugs eine Haftstrafe absitzen musste, entlassen.
Im Jahr 1946 wandten sich 16 ehemalige KZ-Häftlinge aus Ahlem in einem Brief an die britische Militärregierung in Deutschland und protestierten dabei „im Namen vom 850 toten Kameraden, die bei der Conti-Arbeit durch Prügel, Hunger und andere Quälereien ermordet wurden“ … „aufs Energischste gegen die Wiedereinsetzung des Nazi-Betriebsführers der Continental Gummiwerke AG, Dr. Könecke, sowie des früheren Nazi-Vorstands“.
Im Entnazifizierungsverfahren folgte 1948 die Einstufung als „nicht betroffen“.
Erst 1949 hatte er wieder eine Stellung in der Industrie, und zwar im Vorstand der Harburger Gummiwarenfabrik Phoenix AG. Im Frühjahr 1952 folgte die Berufung in den Vorstand der Daimler-Benz AG als stellvertretender Vorstandsvorsitzender. Im Februar 1953 wurde er als Nachfolger des verstorbenen Heinrich Wagner Vorstandsvorsitzender.
Zu Koeneckes Verdiensten zählte, dass er das deutsche Automobilunternehmen in den Nachkriegsjahren international wieder wettbewerbsfähig machte. Unter seiner Führung baute Daimler-Benz eigene Werke in Indien, Brasilien und Argentinien und konnte so auf wichtigen Exportmärkten wieder Fuß fassen. Allerdings wurde ihm Geldwäsche des von Nazis in die Schweiz verbrachten Unternehmensvermögens unter Mithilfe des Argentiniers Jorge Antonio und der argentinischen Zentralbank vorgeworfen. Ab 1953 war Hanns Martin Schleyer Assistent von Fritz Koenecke, der ihm zu einem Aufstieg verhalf.
Nach dem Tod seines einzigen Sohnes zog er sich 1960 ins Privatleben zurück. Er wurde mit der Ehrendoktorwürde der Technischen Universität Berlin, 1953 mit dem Großen Verdienstkreuz und 1965 mit dem Großen Verdienstkreuz mit Stern des Verdienstordens der Bundesrepublik Deutschland ausgezeichnet.
Seine letzte Ruhestätte fand Koenecke auf dem Waldfriedhof in Stuttgart.